# Квадрокоптер
Квадрокоптерът, известен още като четирироторен хеликоптер или квадроротор, е мултироторен хеликоптер, който се издига вертикално във въздуха и се задвижва от четири витла. Квадрокоптерите са класифицирани като роторни апарати, които се различават от летателните апарати с фиксирани крила, защото тяхната подемна сила се причинява от комплект ротори (вертикално поставени витла).
За разлика от повечето хеликоптери, квадрокоптерите използват два комплекта от еднакви витла, които са фиксирани на еднаква височина. Две от тях се въртят по часовниковата стрелка, а другите две – обратно на часовниковата стрелка. Всичките могат да се въртят с различна скорост, като по този начин се контролира както постъпателното, така и въртеливото движение на апарата, описвано в механиката като шест степени на свобода. Контрол върху движението на машината се постига като се променя скоростта на въртене на едно или повече от витлата, като по този начин се променя момента на силата на тласкане и издигане.
В ранните години се смятало, че квадрокоптерните конфигурации предлагат решения на някои от постоянните проблеми на вертикалния полет с едно витло. Такива са били проблемите свързани с контрола на усукване, липсата на ефективност при витлата, които се инсталират на опашките и причиняват ненужно повдигане. Тези трудности могат да бъдат преодолени и премахнати като се използва въртене на витлата в противоположни посоки. Освен това, по-малките витла, които се използват при квадрокоптерите, могат да бъдат изработени с по-малко механични компоненти. През 20-те и 30-те години на ХХ век редица дизайни на квадрокоптери управлявани от хора се появяват на бял свят. Тези превозни средства са едни от първите успешни апарати, които тежат повече от въздуха и успешно могат да се използват за отвесно издигане и приземяване. Въпреки това, ранните прототипи са се представяли зле, а по-късните били трудни за управление поради тяхната нестабилност и ограничена възможност за контрол.
През последните години стават популярни различни по дизайн квадрокоптери в развитието на безпилотни летателни апарати. Те използват електронни контролни системи и електронни сензори за стабилизиране на летателния апарат. Поради малкия размер и бързата им маневреност, тези квадрокоптери могат да летят както на закрито, така и на открито.
Квадрокоптерите имат няколко предимства пред хеликоптерите с подобни размери. Първо, квадрокоптерите не се нуждаят от механично скачване за промяна на ъгъла и височината на витлата докато те се въртят. Това опростява дизайна и поддръжката на апарата. Второ, употребата на четири ротора дава възможност да се намали диаметъра на всеки един от тях в сравнение на тези, които се използват при хеликоптерите. Това дава възможност да се намали кинетичната енергия на всяко витло по време на полета. По този начин се намаляват щетите, в случай че витлата се ударят в някое препятствие. Така при по-дребните безпилотни летателни апарати може да се даде възможност за близко взаимодействие с апарата докато той е в полет. Някои от малките квадрокоптери имат и рамки, които обкръжават витлата, което им дава възможност да летят през по-предизвикателни среди с по-малки рискове от нараняване на апарата или заобикалящото го пространство.
Поради лекотата на изработката и контрола им, квадрокоптерите са често използвани като любителски проекти за летателни апарати.

## История

### Първи опити
Жироплан на Бреге-Рише (1907 г.)
Хеликоптер с четирилопатни витла по дизайн на Луис Бреге. Това е първият летателен апарат с четирилопатни витла успял да се вдигне над земята, макар и на много малка височина. Апаратът е наречен жироплан.
Омишен No.2 (1920 г.)
Етиен Омишен експериментира с роторни апарати. Сред шестте модела, които разработил, неговият хеликоптер No.2 имал четири носещи витла и осем перки, всички задвижвани от един двигател. За апарата е използвана рамка от стоманени тръби с двулопатни витла в края на четирите рамена. Ъгълът между лопатките е можел да се променя чрез увиване. Пет от перките се въртели в хоризонталната равнина, стабилизирайки машината странично. Друга перка е била монтирана на носа и служела за насочване. Останалият чифт перки е подсигурявал движението напред. Летателният апарат показва значителна степен на стабилност и управляемост за времето си. С него са направени повече от хиляда изпитателни полети в средата на 20-те години на XX век. През 1923 г. апаратът е бил в състояние да остане във въздуха в продължение на няколко минути. На 14 април 1924 г. той постига първия по рода си FAI рекорд за хеликоптери (The Fédération Aéronautique Internationale, FAI – The World Air Sports Federation – Межународната федерация по аеронавтика), постигайки разстояние от 360 м. (390 ярда). Демонстрирана е способността на апарата да извършва кръгообразно движение , а по-късно е извършен и първият за ротокрафт еднокилометров (0,62 мили) полет по курс – затворена окръжност.
Хеликоптер на Ботезат (1922 г.)
Др. Георгий Ботезат и Иван Жером разработват летателен апарат с четири носещи витла, всеки с по 6 перки, поставени в края на Х-образна структура. Две малки витла с променливи нива са използвани за контрол на тягата и отклонението от курса. Летателният апарат е построен от военновъздушните сили на САЩ. Прави първия си полет през октомври 1922 г. До края на 1923 г. са направени около 100 полета. Максималната височина достигната от апарата е около 5 м (16 фута и 5 инча). Въпреки демонстрираните възможности, апаратът е имал своите недостатъци свързани със сложността си, затруднен контрол и високото натоварване на пилота. Описани са само полети в посока напред и с попътен вятър.
„Модел А“ на Convertawings (Convertawings Model A) (1956 г.)
(CONVERTAWINGS, INC. Zahns Airport, Amityville, N.Y.(Amityville 4 – 4762))
Този уникален хеликоптер е бил предназначен да бъде прототип за линия на много по-големи граждански и военни хеликоптери с четири носещи витла. Витлата на този хеликоптер са монтирани странично на две опори с по една двойка витла, разположени в края на опората. Контролният механизъм е изключително опростен. Осъществява се чрез диференциални промени на тягата между витлата. Мощността се осигурява от два двигателя, свързани към системата за задвижване на ротора от множество VEE колани. Ходовата част е триколка – с две колела в задната част и едно носовото колело, което може да се върти. Не е било необходимо витло на опашката. Първият полет с този апарат е извършен през март 1956 г. Осъществени са множество успешни полети в средата на 50-те години на ХХ век. Това е първият четиривитлов апарат, който успява да демострира полет напред. Поради липса на поръчки за гражданските и военните версии, проектът е прекратен. Convertawings предлага своя „Модел Е“, който би имал максимално тегло от 19 тона (42 000 lb), с полезен товар от 4,9 тона (10 900 lb), с обхват над 300 мили и с максимална скорост от 173 mph (278 km / h). В началото на 1960 г. се появява безлагерния мотор на Hanson Elastic Articulated (EA), в резултат работата на Томас Хенсън (Thomas F. Hanson) в Lockheed California, който преди това е работил в Convertawings върху системите на контрол и дизайна на кватрокоптерния ротор.
Къртис-Райт VZ-7 (1958 г.)
VZ-7 на Къртис-Райт е летателен апарат, който може да излети от земята, да зависне и да се преземи вертикално, проектиран от компанията Къртис-Райт за американската армия. В VZ-7 се контролира чрез промяна на тягата на всяко от четирите витла.

### Настоящи разработки
През последните няколко десетилетия се увеличава използването на малките безпилотни летателни апарати с разнообразно предназначение. Необходимостта от въздухоплавателни средства с по-голяма маневреност и възможност за зависване води до настоящия възход на изследванията в областта на летателните апарати с четири витла. Конструкцията от четири витла им позволява да бъдат сравнително прости в дизайна, но много надеждни и маневрени. Авангардни изследвания продължават да повишават жизнеспособността им, напредвайки в области като multi-craft communication, проучване на околната среда, маневреност. Ако всички тези качества, активно развиващи се към момента, могат да се комбинират заедно, квадрокоптерите биха били способни да извършват автономни мисии, които не са възможни с никое друго превозно средство.
Някои текущи програми включват:
- Boeing Quad TiltRotor: базира се на концепцията за неподвижност на витлата, доразвита чрез комбинирането ѝ с концепцията за наклонените ротори. Резултатът е C-130 с военно предназначение.

- Aermatica Spa Anteos е първият дистанционно управляем безпилотен летателен апарат с въртящи се криле, получил официално разрешение за полет в гражданското въздушно пространство от италианската гражданска въздухоплавателна администрация (ENAC).[17]
- AeroQuad и ArduCopter са хардуерни и софтуерни проекти с отворен код на базата на Arduino за „направи си сам“ изграждане на кватрокоптери.[18][19]
- Parrot AR.Drone е малък радиоуправляем квадрокоптер с камери, свързани с него, създаден от компанията Parrot SA. Проектиран е да бъде управляван от смартфони или таблет [20][21]
- Nixie е малък безпилотен летящ апарат, оборудван с камера, който може да се носи като лента на китката[22][23][24]

## Употреба

### Научни цели
Квадрокоптерите са полезен инструмент за университетски изследователи за тестване и оценка на нови идеи в много различни области, като теорията за управление на полета, навигацията, системи в реално време и роботика. През последните години много университети показаха квадрокоптери извършващи все по-сложни въздушни маневри. Рояци от квадрокоптери могат да кръжат във въздуха, във формации или автономно да изпълняват сложни съчетания във въздуха като превъртания, стрелвания през хавайски обръчи и самоорганизирано и групово да влизат през прозорци.
Съществуват безброй предимства от използването на квадрокоптерите като универсални тестови платформи. Те са относително евтини, предлагат се в най-различни размери, а простият им механичен дизайн позволява да бъдат създавани и поддържани от любители. Поради многопредметния характер на експлоатацията на квадрокоптери, учени от няколко области работят заедно, за да се направят значителни подобрения в начина, по който квадрокоптерите се държат във въздуха. Проектите свързани с квадрокоптери са съвместна работа на специалисти по компютърни науки, електро и технически инженери.
Поради своята голяма маневреност, квадрокоптерите могат да бъдат полезни във всякакъв вид ситуации и среди. Способността им на автономен полет може да премахне нуждата от хора, които рискуват живота си в най-различни опасни ситуации. Това е една от главните причини, поради които интереса от разработването им се увеличава през годините.
Съществуват няколко инженерни изследователски лаборатории, които разработват по-усъвършенствани техники за контрол и приложения за квадрокоптери. Главно те са „MIT Aerospace Controls Lab“, „ETH Flying Machine Arena“, и „University of Pennsylvania's General Robotics, Automation, Sensing and Perception (GRASP) Lab“.

### Армия и правоохранителни институции
Квадрокоптерните безпилотни летателни апарати се използват за наблюдение и разузнаване от военните и правоприлагащи органи, както и в мисии за търсене и спасяване в градска среда. Един такъв пример е Aeryon Scout, създаден от канадската компания Aeryon Labs, който е малък безпилотен летателен апарат, можещ тихо да кръжи на място и да използва камера, за да наблюдава хора и предмети на земята. Компанията твърди, че машината е изиграла ключова роля в разкриването на цех за производство на наркотици в Централна Америка, като е предоставяла визуално наблюдение на имот дълбоко в джунглата, принадлежащ на наркотрафикант (Aeryon няма да разкрие името на страната или други особености). След като любителски квадрокоптер (или безпилотен самолет) се разби на поляната в Белият дом рано сутринта на 26 януари 2015, Тайните служби започнаха серия от тестови полети на такъв тип оборудване, за да се оформи протокол за сигурност срещу враждебни квадрокоптери.

### Търговска употреба
Най-голямото приложение на квадрокоптерите в САЩ е в областта на въздушните изображения. Квадрокоптерните безпилотни летателни апарати са подходящи за тази дейност, поради факта, че са безпилотни и пестят огромни разходи. Използването на дистанционно управлявани летателни апарати в САЩ е обект на дебати. Позицията на FFA (Future Farmers of America) от 2006 г. е, че такава търговска дейност е незаконна. Въпреки това, на 6 март 2014 г., в съдебно дело между Пиркър (Pirker) и FFA, съдия постановява срещу претенциите на FFA ефективно установяваща, че авиомоделите не са обхванати от правилата на FFA.
През декември 2014 FFA публикува видео, показващо много добри практики за начинаещи пилоти с безпилотни самолети, включително и препоръки като поддържане на машините под 400 фута във въздуха, както и винаги да е във визуалния обсег на управляващия ги.
През декември 2013 г. Deutsche Post привлече международното медийно внимание с проекта „Parcelcopter“, в който компанията изпробва изпращането на медицински продукти с безпилотен самолет. С помощта на „Microdrones md4“, 1000 пакета са прелетели от аптека до отсрещния бряг на река Рейн. Това е първият цивилен пакет доставен чрез безпилотни самолети.
С поевтиняването на квадрокоптерите все повече медии използват безпилотни летателни апарати за заснемане на известни личности.

## Управление на полета
Всяко витло произвежда тяга и въртящ момент спрямо центъра си на въртене, както и сила на челно съпротивление, противоположна на посоката на полета. При стандартен квадрокоптер първо и трето витло се въртят по часовниковата стрелка, а второ и четвърто – обратно на часовниковата стрелка. Ако всички витла се въртят с еднаква ъглова скорост, то сумата от четирите въртящи момента е нула, следователно ъгловото ускорение също е нула. Това е и причината при квадрокоптерите да липсва задно витло, каквото има на опашката на стандартен хеликоптер. Промяната на курса се получава чрез промяна на баланса на въртящите моменти на четирите ротора.
|  |  |  |

### Състояние на пръстеново завихряне
Малките квадрокоптери са също подвластни на принципите на аеродинамиката при ротаторните летателни апарати, а именно: ring state.

### Механика
Основните компоненти нужни за изработката на квадрокоптер са рамка, перки (фиксирани (Blade pitch) или с променлива стъпка) и електрически двигатели. За да се постигне най-добър КПД (коефициент на полезно действие) и използване на най-простите алгоритми за контрол, двигателите и витлата трябва да бъдат поставени на еднакво разстояние. Напоследък все по-голяма популярност придобива използването на карбонови елементи (carbon fiber composites), поради ниското им тегло и изключителна здравина.
Нужните електрически компоненти за конструирането на работещ квадрокоптер са подобни на тези, необходими при модерен радиоуправляем хеликоптер (RC helicopter). Това са електронен модул за контрол на скоростта (Electronic Speed Control), бордкомпютър, или просто контролна платка, и батерия. Обикновено при любителските апарати се използва също и радиопредавател за комуникация с управляващия човек.

### Автономен полет
Квадрокоптерите, както и други мултикоптери, често могат да извършват автономни полети. Много модерни системи за контрол на полета използват софтуер, позволяващ задаването върху картата на точки от пътя, до които квадрокоптера ще лети и ще изпълнява задачи като промяна във височината на полета, посоката или кацане.
Друг софтуер позволява управление на полета в група, където визуалните данни от апарата се използват, за да се предвиди накъде групата ще се придвижи в следващия момент и на свой ред да се насочи квадрокоптера към съответната точка от маршрута.